# Ilja Jurjewitsch Schkurenjow

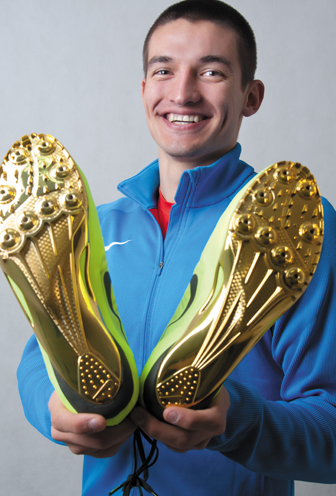
Ilja Schkurenjow (2013)

Ilja Jurjewitsch Schkurenjow (russisch Илья Юрьевич Шкуренёв, englisch Ilya Shkurenyov/Shkurenev; * 11. Januar 1991 in Linjowo) ist ein russischer Zehnkämpfer.
Bei den Juniorenweltmeisterschaften 2010 in Moncton gewann er Silber.
2012 wurde er bei den Hallenweltmeisterschaften in Istanbul Vierter im Siebenkampf, gewann Bronze bei den Europameisterschaften in Helsinki und kam bei den Olympischen Spielen in London auf den 16. Platz.
2013 wurde er bei den Halleneuropameisterschaften in Göteborg Fünfter im Siebenkampf, gewann Silber bei den U23-Europameisterschaften in Tampere und wurde Achter bei den Weltmeisterschaften in Moskau.
Bei den Europameisterschaften 2014 in Zürich holte er Bronze. 2015 siegte er bei den Halleneuropameisterschaften in Prag im Siebenkampf und wurde Vierter bei den Weltmeisterschaften in Peking.
Bei den Halleneuropameisterschaften 2019 in Glasgow gewann Schkurenjow die Bronzemedaille. Bei den Weltmeisterschaften im selben Jahr erreichte er den vierten Platz.

## Persönliche Bestleistungen
- Zehnkampf: 8601 Punkte, 10. Juni 2017, Smolensk
- Siebenkampf (Halle): 6353 Punkte, 8. März 2015, Prag